# キングダム/見えざる敵
『キングダム/見えざる敵』（キングダム みえざるてき 原題: The Kingdom）は、2007年公開のサスペンス映画。サウジアラビアの外国人居住区爆破事件をきっかけにしたFBI捜査官の戦いを描く。劇中の事件は架空のものだが、1996年6月26日に起きたホバル・タワー爆破事件、及び2003年5月12日のリヤド居住区爆破事件を基に製作された。
2007年8月22日にエディンバラ国際映画祭でサプライズ上映された。

## ストーリー
サウジアラビアの首都リヤドで、警察官を装ったゲリラ集団が外国人居住区を襲撃し、100人以上を虐殺する。死者の中にはFBI捜査官のフランもいた。
FBIはロナルドら4人の捜査官を5日間の期限付きで現地へ送る。彼らは歓迎されざる存在だったが、サウジアラビア警察のアル・ガージー大佐と部下のハイサム軍曹の協力を得る。彼らはアルカイダの一員であるアブ・ハムザが率いるグループに目星を付け、必死の捜査を展開する。

## 登場人物
ロナルド・フルーリー
演 - ジェイミー・フォックス
捜査官。息子がいる。仲間思いの人物。射撃の腕前も優れている。
ジャネット・メイズ
演 - ジェニファー・ガーナー
法医学調査官。
グラント・サイクス
演 - クリス・クーパー
爆発物専門家。
アダム・レビット
演 - ジェイソン・ベイトマン
情報分析官。
ファーリス・アル・ガージー
演 - アシュラフ・バルフム
警察大佐。42歳。娘2人と息子1人がいる。部下思いの優しい性格。
ハイサム
演 - アリ・スリマン
警察軍曹。
デーモン・シュミット
演 - ジェレミー・ピヴェン
アメリカ大使館首席公使。ロナルド達の世話役となる。
エレイン・フラワー
演 - フランシス・フィッシャー
記者。
ギデオン・ヤング
演 - ダニー・ヒューストン
司法長官。
アブドゥルマーリク
演 - マフムード・サイード
准将。
アフマド・ビン・ハーリド
演 - オマル・ベルドゥーニ
王子。
アブ・ハムザ
演 - ヘズィ・シッディーク
テロリストのリーダー。
ケビン・フルーリー
演 - TJ・バーネット
ロナルドの息子。

## キャスト
| 役名                               | 俳優                     | 日本語吹替 |
| ---------------------------------- | ------------------------ | ---------- |
| ロナルド・フルーリー               | ジェイミー・フォックス   | 高木渉     |
| ジャネット・メイズ                 | ジェニファー・ガーナー   | 安藤麻吹   |
| グラント・サイクス                 | クリス・クーパー         | 菅生隆之   |
| アダム・レビット                   | ジェイソン・ベイトマン   | 大川透     |
| ファーリス・アル・ガージー警察大佐 | アシュラフ・バルフム     | 村治学     |
| ハイサム警察軍曹                   | アリ・スリマン           |            |
| デーモン・シュミット               | ジェレミー・ピヴェン     |            |
| ロバート・グレイス                 | リチャード・ジェンキンス | 佐々木省三 |
| エレイン・フラワー記者             | フランシス・フィッシャー |            |
| ギデオン・ヤング司法長官           | ダニー・ヒューストン     | 水内清光   |
| フランシス（フラン）・マナー       | カイル・チャンドラー     | 武藤正史   |
| レックス・バー                     | トム・ブレスナハン       | 安斉一博   |
| アブドゥルマーリク准将             | マフムード・サイード     |            |
| アフマド・ビン・ハーリド王子       | オマル・ベルドゥーニ     |            |
| アブ・ハムザ                       | ヘズィ・シッディーク     |            |
| ケビン・フルーリー                 | TJ・バーネット           | 後藤沙緒里 |

## 制作
撮影が始まる前に、監督のピーター・バーグはサウジアラビアで2週間のロケーション・ハンティングを行った。だが、スタッフやキャストの安全を第一に考え、早い段階でサウジアラビアでの撮影は断念し、代わりにアリゾナ州フェニックスとアラブ首長国連邦のアブダビで撮影を行うことにした。
2006年7月10日にフェニックス西部の砂漠で撮影が始まった。メサにあるアリゾナ州立大学ポリテクニックキャンパスでは、街のセットを組んで冒頭の爆破シーンの撮影を行った。ほとんどのエキストラがアラブ系ではなく、メイクをしたヒスパニック系だった。50℃の暑さの中、多くのスタッフが体調を崩しバーグ監督は毎週のように病院に見舞いに行ったという。ジェニファー・ガーナーは生まれたばかりの子供に授乳しながらの撮影で体力を消耗し、熱中症で2度も倒れた。
アリゾナではSUVと小道具係が運転する小型オフロード車が正面衝突し、小道具係(25)が死亡した。このSUVにはバーグ監督も乗車していた。また、大道具係(55)が撮影現場にオートバイで向かう途中で事故を起こし死亡した。
アブダビでは、9月から2週間をかけて撮影が行われた。ユニバーサル・ピクチャーズは中東に事務所がなかったため、ドバイのプロダクションに撮影地を斡旋してもらっている。撮影は高級ホテル、エミレーツ・パレス (en:Emirates Palace) でもおこなわれ、総製作費は7000万ドルに上った。

## レイティング
劇中に暴力や差別的な言動などがあるため、各国でレーティングがなされている。アメリカのMPAAはR、イギリスのBBFCは15、オーストラリアのOFLCはMA15+、日本の映倫はPG-12に指定している。

## 評価
アクションシーンやカーチェイスシーンにおける評価が高い一方、「イスラーム過激派への対テロ戦争の歴史修正主義だ」「アメリカのイスラム恐怖症が表れた作品」「イスラム世界の反米感情を煽っている」といった批判も見られた。